# Енді Лі
Енді Лі (англ. Andy Lee; 11 червня 1984, Лондон) — ірландський професійний боксер, призер чемпіонату Європи серед аматорів, чемпіон світу за версією WBO (2014 — 2015) у середній вазі.

## Ранні роки
Енді Лі народився в Лондоні в сім'ї ірландських «мандрівників» і з восьми років займався боксом. 1998 року батьки Енді разом з дітьми повернулися до Ірландії в Лімерик, де Енді продовжив займатися боксом.

## Аматорська кар'єра
На чемпіонаті світу серед молоді 2002 Енді Лі завоював срібну медаль.
На чемпіонаті світу 2003 програв у другому бою Геннадієві Головкіну (Казахстан) — 9-29.
На кваліфікаційному чемпіонаті Європи 2004 зайняв третє місце і крім бронзової нагороди отримав путівку на Олімпійські ігри 2004.
- В 1/16 фіналу переміг Давида Циклаурі (Грузія) — 31-18,
- в 1/8 фіналу переміг Даррена Баркера (Англія) — 18-8,
- у чвертьфіналі переміг Нікола Сєклоча (Сербія та Чорногорія) — 28-20,
- у півфіналі програв Лукасу Вілашеку (Німеччина) — 17-28.

На Олімпійських іграх 2004 переміг у першому бою Альфредо Ангуло (Мексика) — 38-23, а у другому в напруженій боротьбі поступився Хасам Н'дам Н'жикаму (Камерун) — 27-27(+).

## Професіональна кар'єра
Після Олімпіади Енді Лі вирішив перейти до професійного боксу і переїхав тренуватися до Детройта, США до Емануеля Стюарда, з яким співпрацював аж до самої смерті тренера 2012 року.
Дебютний бій провів у березні 2006 року і впродовж 2006 — 2007 років провів 14 переможних боїв, привернувши до себе велику увагу спеціалістів і вболівальників.
21 березня 2008 року в бою проти американця Браяна Вери Енді Лі зазнав першої поразки технічним нокаутом у сьомому раунді. Після цього він здобув одинадцять перемог, а 1 жовтня 2011 року в реванші переміг Браяна Веру.
16 червня 2012 року Енді Лі вийшов на бій проти непереможного (45-0-1) чемпіона світу за версією WBC у середній вазі Хуліо Сезара Чавеса-молодшого (Мексика). Лі добре почав поєдинок, але суперник виявився занадто потужним і в сьомому раунді рефері зупинив бій через неспроможність ірландця чинити опір. Лі зазнав другої поразки.
13 грудня 2014 року в бою за вакантний титул чемпіона світу за версією WBO в середній вазі Енді Лі зустрівся з до того непереможним (24-0) Матвієм Коробовим (Росія). Лі краще за суперника доносив удари та здобув перемогу технічним нокаутом у шостому раунді, ставши першим чемпіоном світу з боксу — представником народності «пейві».
У наступному бою Енді Лі відбоксував унічию з непереможним американцем Пітером Квілліном (32-0), а 19 вересня 2015 року програв рішенням більшості суддів британцю Біллі Джо Сондерсу та втратив титул.